# SSH File Transfer Protocol
| Anwendung  | SFTP            | SFTP            | SFTP            | SFTP            | SFTP            |
| Anwendung  | SSH             |                 |                 |                 |                 |
| Transport  | TCP             | TCP             | TCP             | TCP             | TCP             |
| Internet   | IP (IPv4, IPv6) | IP (IPv4, IPv6) | IP (IPv4, IPv6) | IP (IPv4, IPv6) | IP (IPv4, IPv6) |
| Netzzugang | Ethernet        | Token Bus       | Token Ring      | FDDI            | …               |

Das SSH File Transfer Protocol oder Secure File Transfer Protocol (SFTP) ist eine für die Secure Shell (SSH) entworfene Alternative zum File Transfer Protocol (FTP), die Verschlüsselung ermöglicht.
Im Unterschied zum FTP über TLS (FTPS) begnügt sich SFTP mit einer einzigen Verbindung zwischen Client und Server.
Obwohl das Protokoll SFTP im Kontext des SSH-2-Protokolls beschrieben wird, könnte es auch mit anderen Verfahren zur Authentifizierung und Verschlüsselung umgesetzt werden.
Das Secure File Transfer Protocol hat keinen Zusammenhang zum historischen Simple File Transfer Protocol (RFC: 913 (englisch).), das ebenfalls als SFTP abgekürzt wird.

## Geschichte
SFTP wurde von SSH Communications Security konzipiert. 2001 erfolgte die erste Veröffentlichung der Spezifikation durch die Internet Engineering Task Force. Die Vorbereitung des Entwurfs eines Internetstandards wurde 2006 aus organisatorischen Gründen abgebrochen. Die letzte Spezifikation ist am 11. Januar 2007 abgelaufen.
Eingeführt wurde SFTP mit Version 2 der Secure Shell, deren Version 1 stattdessen Secure Copy bot.

## Implementierungen
Viele Programme für Dateitransfer unterstützen SFTP und greifen zu diesem Zweck auf PuTTY oder OpenSSH zurück.
Diesen beiden Programmpaketen zu eigen sind Befehle wie get und put zum Empfangen bzw. Senden von Dateien. SFTP definiert nur grundlegende Befehle für Programmierer, aber keine zusammengesetzten Befehle wie get und put für Benutzer.
Wie auch SSH, wird SFTP üblicherweise auf Port 22 angeboten. Einzelne Implementierungen auf Serverseite wie OpenSSH können durch Konfiguration des SSH-Daemon bestimmten Benutzern nur einen Zugang zu SFTP ohne einen Zugang zu einer Secure Shell anbieten.